# Meteugoa ochrivena
Meteugoa ochrivena là một loài bướm đêm thuộc phân họ Arctiinae, họ Erebidae.